# 江戶通

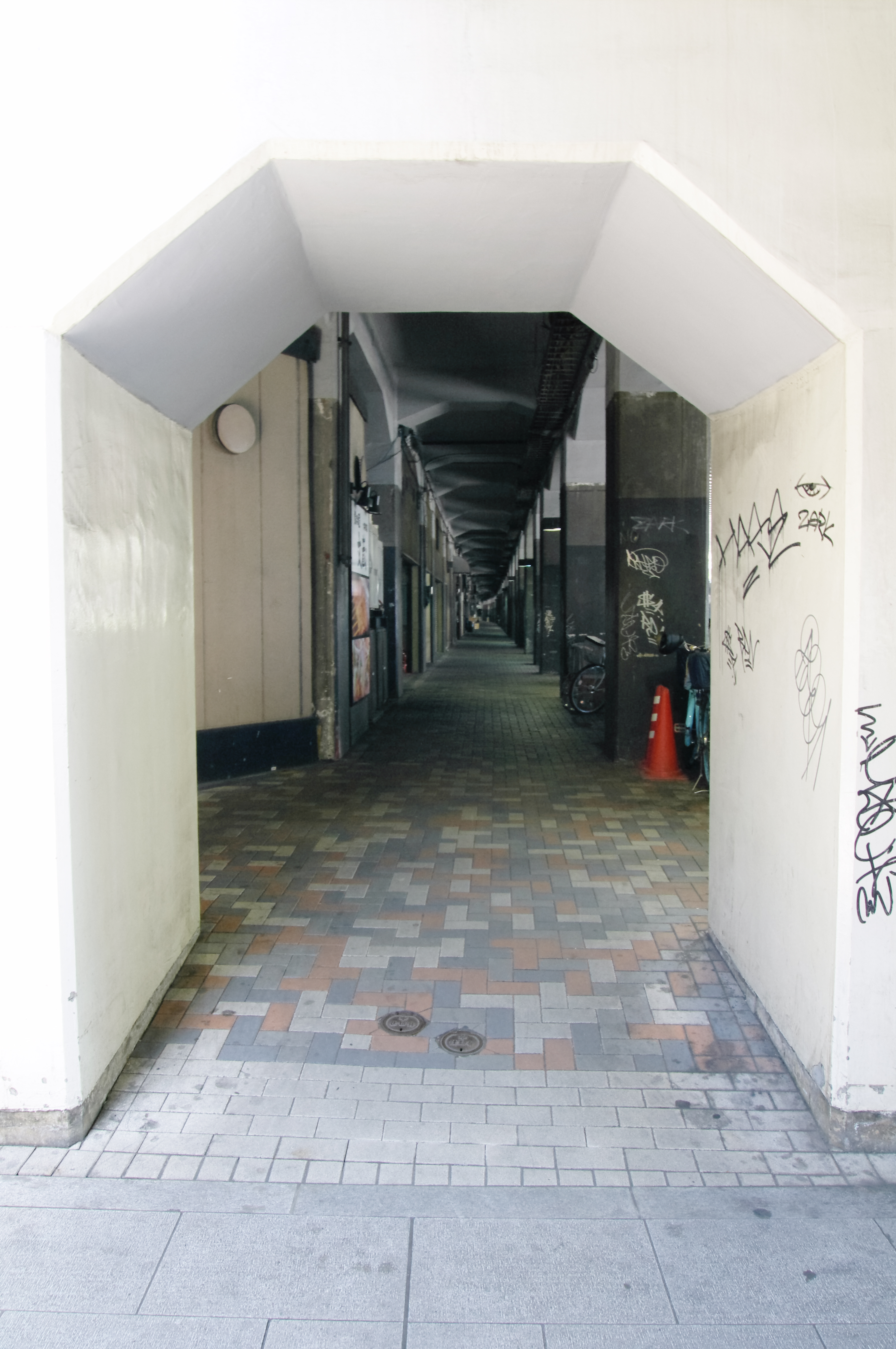
江户通高架下

江戶通（江戸通り）是日本東京一條由千代田區大手町通往台東區花川戶的道路。

## 通過的自治体
- 東京都
  - 千代田區
  - 中央區
  - 台東區

在淺草橋交差點前，與隅田川平行。

## 正式名稱
正式名稱如下。

### 區間路線表示
- 千代田區大手町～中央區室町3丁目交差點：東京都道407號都廳前室町線
- 中央區室町3丁目交差點～中央區本町3丁目交差點：國道4號
- 中央區室町3丁目交差點～台東區言問橋西交差點：國道6號

### 路線名稱、江戶通的區間
室町3丁目交差點～本町3丁目交差點為國道4號與國道6號。室町3丁目交差點～中央區淺草橋交差點為國道14號的區域，亦為國道4號、國道6號區域。（以下為重複區間的記述。）
- 東京都道407號都廳前室町線
  - 千代田區大手町～中央區室町3丁目交差點
- 國道4號
  - 中央區室町3丁目交差點～中央區本町3丁目交差點
- 國道6號
  - 中央區室町3丁目交差點～台東區言問橋西交差點
- 國道14號
  - 中央區室町3丁目交差點～中央區淺草橋交差點

重複
- 室町3丁目交差點～本町3丁目交差點與國道4號、國道6號、國道14號重複。
- 本町3丁目交差點～淺草橋交差點與國道6號、國道14號重複。

## 與江戶通相交的主要道路
- 永代通
- 外堀通
- 中央通（國道17號）
- 昭和通（國道4號）
- 水天宮通（秋葉原方向一方通行）
- 清洲橋通（濱町方向一方通行）
- 靖國通、京葉道路（國道14號）
- 蔵前橋通
- 國際通（東京都道462號藏前三之輪線）
- 春日通
- 浅草通
- 雷門通
- 言問通

## 與江戶通連接的車站、路線
※中央區内，地下有JR總武快速線通過。

※台東區内，地下有都營地下鐵淺草線通過。
- 東京站（新幹線、JR各線）
- 大手町站（東京地下鐵各線、都營三田線）
- 新日本橋站（JR總武線快速）
- 小伝馬町站（東京地下鐵日比谷線）
- 馬喰町站（JR總武線快速）
- 馬喰横山站（新宿線）
- 東日本橋站（都營淺草線）
- 淺草橋站（JR總武緩行線、都營淺草線）
- 藏前站（都營淺草線、都營大江戶線）
- 淺草站（東武伊勢崎線、東京地下鐵銀座線、都營淺草線）